# IC 2591
IC 2591 ist eine Balken-Spiralgalaxie vom Hubble-Typ SBc mit ausgedehnten Sternentstehungsgebieten im Sternbild Kleiner Löwe am Nordsternhimmel. Sie ist schätzungsweise 303 Millionen Lichtjahre von der Milchstraße entfernt und hat einen Durchmesser von etwa 105.000 Lichtjahren.
Das Objekt wurde am 14. Mai 1903 von Stéphane Javelle entdeckt.